# Schwarzachselaar
Der Schwarzachselaar (Elanus scriptus) ist ein Greifvogel aus der Gattung der Gleitaare. Die auf den australischen Kontinent beschränkte Art wurde erstmals im Jahr 1842 durch den britischen Ornithologen John Gould wissenschaftlich beschrieben. Das Artepitheton scriptus stammt aus dem Lateinischen und bedeutet in etwa „geschrieben“. Es bezieht sich auf eine Zeichnung an der Unterseite der Flügel, die, im Flug gesehen, in ihrer Form den Buchstaben „M“ oder „W“ ähnelt.

## Beschreibung und Verhalten
Schwarzachselaare können ausgewachsen eine Größe von 34 bis 37 cm bei einer Flügelspannweite von 84 bis 89 cm erreichen. Die Weibchen sind tendenziell etwas größer und schwerer, mit einem Gewicht, das sich im Bereich zwischen 290 und 420 g bewegt. Männliche Exemplare liegen bei etwa 220 bis 330 g. Ein weitergehender Sexualdimorphismus besteht bei der Art hingegen kaum, lediglich anhand der etwas helleren Haube des Männchens können die Geschlechter noch optisch unterschieden werden. Das Gefieder erwachsener Vögel ist überwiegend weiß gefärbt, an Rücken und Flügeln geht die Färbung in ein blasses Grau über. An der Unterseite zeigt sich eine charakteristische schwarze Linie, die sich von den Achseln über die Flügel bis zu den Handwurzeln zieht und zur eindeutigen Unterscheidung von ähnlichen Arten herangezogen werden kann. Im Flug ähnelt diese Zeichnung je nach Haltung der Flügel dem Buchstaben „M“ oder „W“, was der Art den englischen Trivialnamen Letter-winged kite einbrachte, wobei Letter „Buchstabe“ und winged „geflügelt“ bedeutet. Ein weiteres auffälliges Merkmal ist ein schwarzer Ring um die Augen, der sich zum Schnabel hin zu einem Fleck ausweitet. Die Iris der großen, braunen Augen ist rot gefärbt. Die Physiologie des Sehapparates zeigt deutliche aber unvollständige Anpassungen an eine nachtaktive Lebensweise. So sind die Augen etwa insgesamt vergrößert und besitzen veränderte Fotorezeptoren, wie sie für Nachtjäger typisch sind. Auf der Netzhaut finden sich jedoch noch zwei Sehgruben, was ein deutliches Zeichen für eine Abstammung von einem tagaktiven Tier ist. Der scharfe, gebogene Schnabel zeigt ebenso wie die Nasenwachshaut eine gräuliche Färbung. Das Gesicht erinnert insgesamt an das einer typischen Eule. Das Flugmuster außerhalb einer Jagdsituation entspricht mit ruhigen und eher langsamen Schlägen in etwa dem einer typischen Weihe. Mit gestreckten, über den Körper erhobenen Flügeln können Schwarzachselaare lange Strecken im Gleitflug zurücklegen. Verwechslungen mit dem eng verwandten Australienaar (Elanus axillaris) können vorkommen, wobei diesem die leicht erkennbare Flügelzeichnung des Schwarzachselaars fehlt. In der Nacht ähnelt die Art außerdem oberflächlich den dann ebenfalls aktiven Schleiereulen (Tyto alba) und Graseulen (Tyto longimembris), kann jedoch bei näherem Hinsehen relativ einfach anhand der weniger gerundeten Kopfform, den nicht abgerundeten Flügelspitzen und weniger langen Beinen unterschieden werden.
Die Küken des Schwarzachselaars sind nach dem Schlüpfen zunächst von cremeweißen, weichen Daunen bedeckt, die nach der ersten Mauser eine eher grau-braune Färbung annehmen. Insbesondere am Kopf sind die Jungen dann deutlich dunkler gefärbt. Juvenile Vögel sind noch überwiegend bräunlich gefärbt, insbesondere an Kopf, Brust und Rücken und nehmen erst nach und nach die hellere, weiße Färbung der Eltern an.

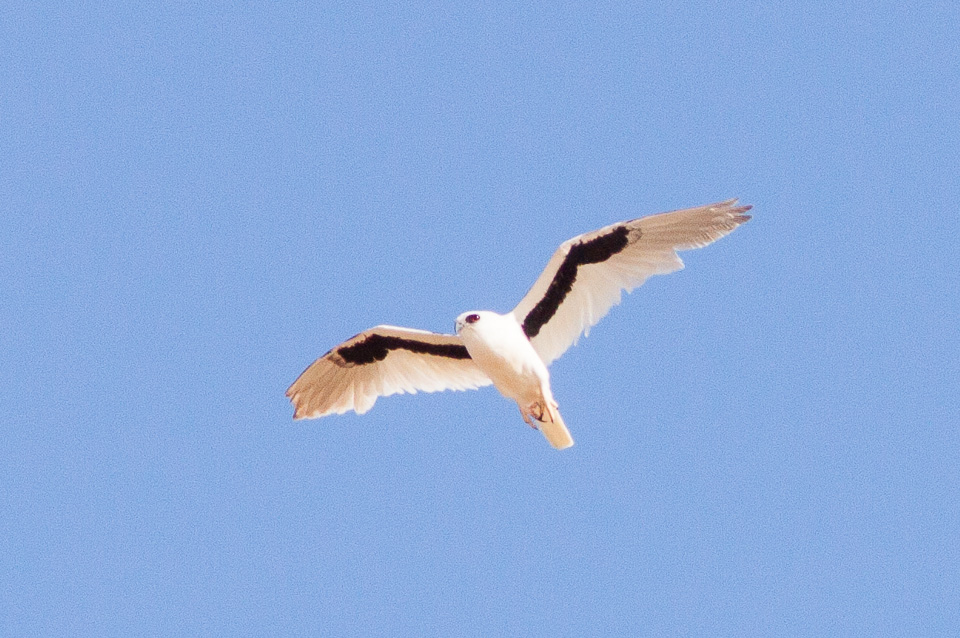
Schwarzachselaar im Flug. Die charakteristische Flügelzeichnung ist hier gut erkennbar.

Schwarzachselaare sind gesellige Vögel, die vor allem in der Nacht aktiv sind und die Tagesstunden zumeist ruhend auf Bäumen mit ausreichendem Blattwerk, das ihnen Schutz vor Entdeckung bietet, verbringen. Hierbei können sich teilweise große Gruppen von bis zu 400 Individuen bilden, die erst bei einsetzen der Dämmerung aktiver werden und sich auf Nahrungssuche begeben. Während der Ruhephasen sind die Vögel allerdings leicht zu alarmieren, auf zu große Annäherung durch Menschen reagieren sie schnell mit Flucht und zerstreuen sich. Auf Grund dieser Störungsanfälligkeit ist das Sozialverhalten der Art bislang nur wenig erforscht. In Zeiten erheblicher Nahrungsknappheit zeigen die Vögel teilweise ungewöhnliche Verhaltensweisen, wie das Versammeln in Gruppen am Boden oder Jagdflüge während des Tages.

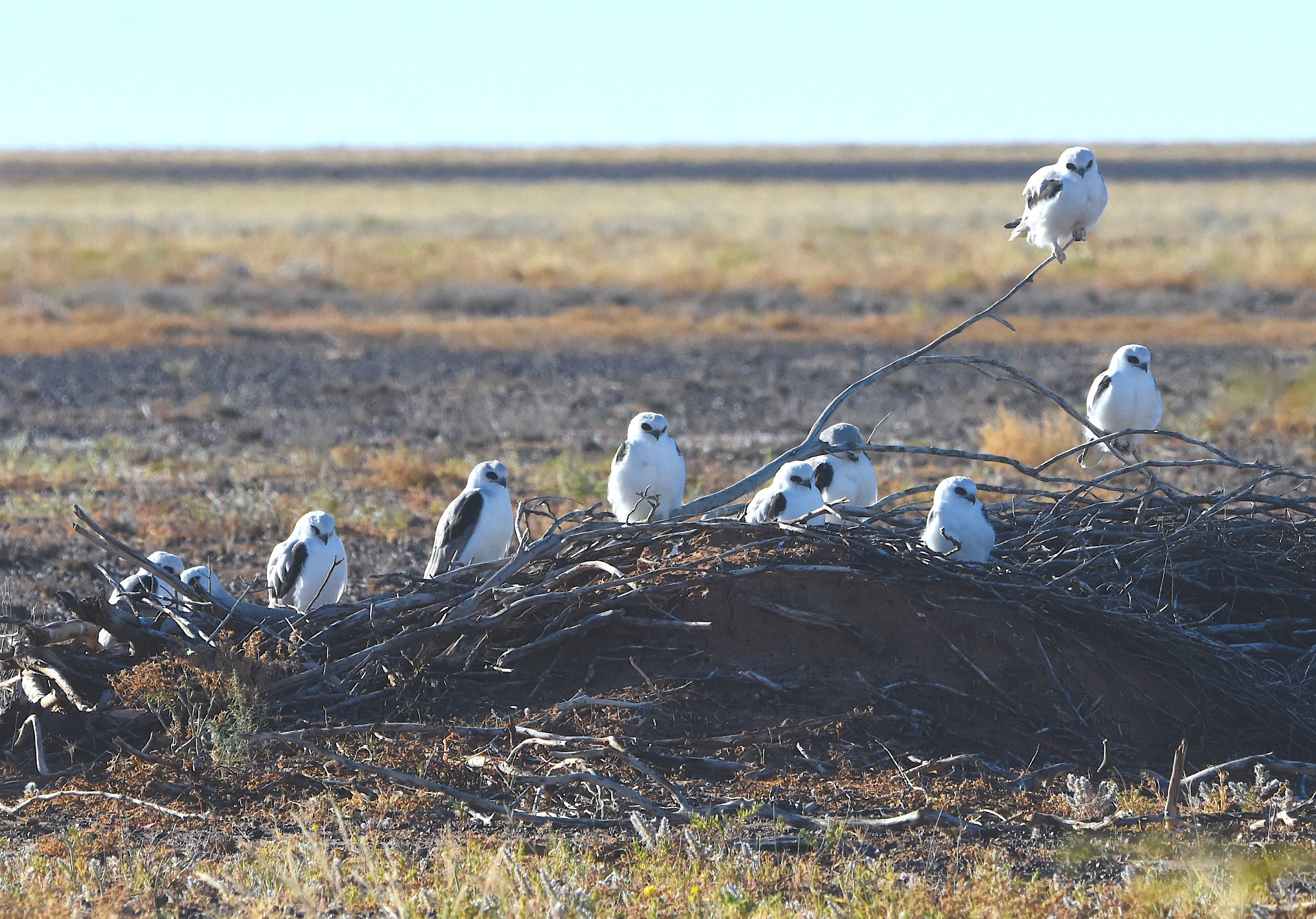
Eine Gruppe Schwarzachselaare in der Nähe des Diamantina-Nationalparks. Das Versammeln am Boden ist für die Art eher ungewöhnlich und wird selten beobachtet.

### Lautäußerungen
Einzelne Schwarzachselaare gelten als wenig vokal, versammeln sie sich jedoch zu Brut- oder Ruhekolonien, können diese eine erhebliche Lautstärke erreichen. Paare kontaktieren einander in der Regel mit kurzen, als „kratzend“ beschriebenen Rufen, die etwa sechs bis sieben Mal wiederholt werden. Dieser Ruf wird besonders häufig von brütenden Weibchen verwendet, wenn sich das Männchen dem Nest nähert. Dieses stößt dabei eher ein lautes Pfeifen aus, das auch von beiden Geschlechtern als Alarmruf genutzt wird.

### Ernährung
Obwohl er in der Lage ist auch während des Tages erfolgreich zu jagen, hat sich der Schwarzachselaar auf die Jagd nach nachtaktiven Nagetieren, insbesondere der Australischen Langhaarratte (Rattus villosissimus), spezialisiert. Sind diese nicht in ausreichendem Maße verfügbar, werden auch andere kleine Säugetiere, Reptilien oder Insekten angenommen. Des Weiteren existieren Berichte über die Aufnahme von Aas in Form verendeter Säugetiere; ein Verhalten, das jedoch offenbar nur in Notzeiten zu Tage tritt. Die Jagd findet hauptsächlich in den ersten beiden Stunden nach Sonnenuntergang statt. Hierbei bewegen sich die Vögel auf einer Flughöhe von etwa zehn bis 20 Metern kreisförmig über ihrem Jagdgebiet und suchen dabei den Boden nach potenzieller Beute ab. Wurde diese erspäht stoßen die Vögel mit über den Körper gestreckten Flügeln und den Füßen voran auf diese herab und greifen das Beutetier schließlich mit ihren Krallen. Schwarzachselaare verlassen sich zur Ortung ihrer Beute auf ihr Sehvermögen und sind, anders als viele Eulen, auf das Licht des Mondes angewiesen, um diese ausmachen zu können. Auf Grund dieser Einschränkung der Vögel kann bei Australischen Langhaarratten eine merklich reduzierte Aktivität beobachtet werden, wenn der Mond am Himmel sichtbar ist.

### Fortpflanzung

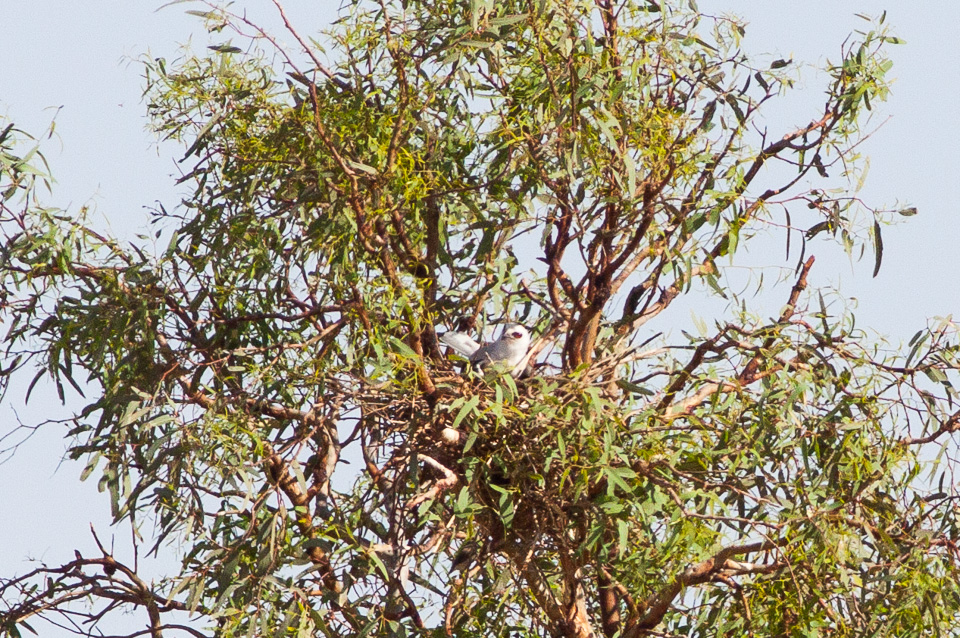
Nistender Schwarzachselaar, versteckt im Geäst eines Eukalyptusbaums in der Nähe des Birdsville Track, South Australia

Die Brutgebiete der Art liegen rund um den nur zeitweise Wasser führenden Cooper Creek in Zentral-Australien. Die Brutsaison ist in hohem Maße abhängig von der Verfügbarkeit ihrer Hauptnahrungsquelle, der Australischen Langhaarratte. In Jahren, in denen die Ratten in ausreichendem Maße vorhanden sind, erstreckt sie sich meist recht vorhersagbar von Frühling bis Herbst, fällt jedoch in Jahren mit zu geringer Rattenpopulation teilweise ganz aus. Der Schwarzachselaar formt zumeist lose Brutkolonien von bis zu 50 – gemäß einiger Quellen auch bis zu 100 – Paaren, seltener wird auch von solitären Nestern abseits einer Kolonie berichtet. Das Nest wird in einer Höhe von zwei bis 14 Metern über dem Boden im Geäst eines Baums errichtet. Es besteht aus Zweigen und Gräsern, die zu einer Plattform verwoben werden, die anschließend mit Blättern oder dem Dung von Rindern ausgekleidet wird. Während der Balz kreisen beide Vögel über dem designierten Nistplatz. Das Männchen steigt hierbei deutlich höher und lässt sich dann auf die Höhe des Weibchens herabfallen. Im Anschluss umkreisen sich beide Partner unter lautem Rufen, oft kommt es zur Übergabe von Nahrung an das Weibchen.
Nach der Begattung legt das Weibchen gewöhnlich vier bis fünf, seltener auch drei oder sechs Eier. Die Zeit bis zum Schlüpfen der Jungen liegt bei durchschnittlich 31 Tagen. Im Anschluss werden die Jungvögel noch für weitere circa 30 bis 35 Tage im Nest versorgt, bis sie schließlich flügge werden und das Nest verlassen. Solange sich dieser noch im Nest aufhält, wird der Nachwuchs durch das Weibchen gehudert, während der männliche Altvogel in der Nacht Nahrung heranbringt. Hierbei nähert er sich dem Nest unter lautem Rufen, woraufhin das Weibchen auffliegt, die Beute in der Luft entgegennimmt und anschließend zum Nest zurückkehrt, wo sie sie an die Nachkommen verfüttert. In Zeiten von im Überfluss vorhandener Nahrung kommt es vor, dass weibliche Schwarzachselaare ihre erste Brut nach einer gewissen Zeit verlassen und eine zweite Brut beginnen. In diesem Fall liegt die Versorgung der älteren Nachkommen allein beim Männchen. Im umgekehrten Fall plötzlich wegfallender Nahrungsquellen kommt es allerdings auch vor, dass bereits die erste Brut vorzeitig aufgegeben wird.
Die Jungvögel sind, nachdem sie das Fliegen erlernt haben, nur noch kurze Zeit auf die elterliche Fürsorge angewiesen. Sie erreichen die Geschlechtsreife bereits nach etwa einem Jahr, was bei anhaltend guten Nahrungsbedingungen zu schnell wachsenden Brutkolonien führen kann.

## Verbreitung und Gefährdung

Maximales Verbreitungsgebiet des Schwarzachselaars in Zeiten reichlich verfügbarer Nahrung. Ist diese nicht in ausreichendem Maße vorhanden, verkleinert sich das Gebiet erheblich und beschränkt sich auf Australiens Inland-Bereiche.

Der Schwarzachselaar ist ein endemischer Bewohner Australiens. Der Kern seines Verbreitungsgebiets liegt im östlichen Zentral-Australien und konzentriert sich besonders auf das Graslandgebiet Barkly Tableland im Northern Territory und das trockene Channel Country, das größtenteils zu Queensland gehört. In Folge starker Regenfälle und der damit regelmäßig einhergehenden, explosionsartigen Vermehrung der Australischen Langhaarratten, kommt es auch bei den Schwarzachselaaren zu einer erheblichen Bestandszunahme. In diesen Zeiten von Nahrungsüberfluss dehnt sich das Verbreitungsgebiet der Vögel zeitweise über weite Teile des Kontinents, nur die trockensten Regionen werden vermieden. Sie besiedeln dann auch eigentlich atypische Lebensräume wie offene Küstenbereiche oder Inseln. An diesen saisonalen Ausdehnungen des Verbreitungsgebiets sind vor allem junge Vögel im Alter von ein bis zwei Jahren beteiligt, von denen der Großteil verendet, wenn sich die Nahrungsverfügbarkeit wieder auf ein normales Maß reduziert. Überlebende, meist ältere Tiere, ziehen sich dann in das Kernverbreitungsgebiet zurück, bis ein erneuter rasanter Anstieg der Rattenpopulation diesen Zyklus erneut beginnen lässt. Auf Grund dieser starken, natürlichen Bestandsschwankungen ist es nicht einfach, gesicherte Aussagen über den Bedrohungsstatus der Art zu treffen. Die IUCN führt den Schwarzachselaar mit Stand 2016 als near threatend, schließt also eine zukünftige Bedrohung für den Erhalt der Art nicht aus. Dennoch geht die Organisation von einer relativ stabilen Kernpopulation von minimal 670 und maximal 6700 adulten Individuen aus. Regelmäßige natürliche Fressfeinde gibt es kaum, lediglich von Rußfalken ist die Jagd auf adulte Schwarzachselaare bekannt, während Nestlinge gelegentlich von Schwarzmilanen erbeutet werden. Vom Menschen nach Australien eingeführte, verwilderte Hauskatzen stellen jedoch ernstzunehmende Nahrungskonkurrenten dar und plündern möglicherweise auch die Gelege der Vögel. Außerdem stellt die Ausweitung der Weidewirtschaft und die damit einhergehende Degradation ihres Lebensraums eine Bedrohung für die Art dar. Sekundäre Vergiftungen über die Aufnahme von mit Rattengift verseuchter Beute sind nicht ungewöhnlich. Des Weiteren bewirken anhaltende Dürreperioden, die durch die Folgen des Klimawandels in der Zukunft häufiger erwartet werden, einen Rückgang der Populationszahlen bei der Australischen Langhaarratte und wirken sich damit auch negativ auf die Bestände des Schwarzachselaars aus.

## Systematik
John Gould beschrieb den Schwarzachselaar erstmals im Jahr 1842 in einem Beitrag in Proceedings of the Zoological Society of London. Der von Gould vergebene wissenschaftliche Name Elanus scriptus wurde bis heute beibehalten. Die Art gilt als monotypisch, geografische Variationen fehlen ebenfalls. Sein Verbreitungsgebiet teilt sich der Schwarzachselaar mit einem weiteren Vertreter der Gattung Elanus, dem sehr ähnlichen Australienaar.